# Alfred Chan
Wing Kin „Alfred“ Chan (* ca. 1951) ist ein chinesischer Manager. Er leitet das Unternehmen Hong Kong and China Gas.

## Leben
Chan genoss eine Ausbildung als Ingenieur. Seit 2007 leitet er Hong Kong and China Gas.
Im Jahr 2018 wurde Chan vom Harvard Business Review in die Liste The Best-Performing CEOs in the World 2018 aufgenommen.